# Jellyfin
Jellyfin es un servidor multimedia gratuito y de código abierto; y un conjunto de aplicaciones multimedia diseñadas para organizar, gestionar y compartir archivos multimedia digitales en dispositivos conectados en red. Jellyfin consta de una aplicación de servidor instalada en una máquina con Microsoft Windows, macOS, Linux o en un contenedor Docker, y otra aplicación que se ejecuta en un dispositivo cliente, como un teléfono inteligente, una tableta, una televisión inteligente, un reproductor multimedia en streaming, una videoconsola o un navegador web. Jellyfin también puede servir contenido multimedia a dispositivos DLNA y Chromecast. Es software libre que surgió como una bifurcación (fork) de Emby cuando este dejó de ser software libre.

## Características
Jellyfin sigue un modelo cliente-servidor que permite que varios usuarios y clientes se conecten, incluso simultáneamente, y transmitan medios digitales a distancia. Dado que Jellyfin funciona como un servidor totalmente autónomo, no existe un modelo de consumo basado en suscripciones, y Jellyfin no utiliza una conexión externa ni autenticación de terceros para ninguna de sus funciones. Esto permite a Jellyfin funcionar en una intranet aislada de forma muy similar a como lo hace en Internet. Debido a que hereda características de Emby, algunos clientes para esa plataforma son compatibles con Jellyfin de forma extraoficial; sin embargo, a medida que el código base de Jellyfin diverge del de Emby, esto se va complicando. Por ejemplo, Jellyfin no admite una ruta de migración directa desde Emby.
Jellyfin es extensible, y existen plugins (complementos) opcionales de terceros para proporcionar funcionalidades adicionales. El proyecto alberga un repositorio oficial; sin embargo ,los plugins no necesitan estar alojados en el repositorio oficial para ser instalables.
Una de las principales ventajas de Jellyfin es la forma en que gestiona la TV en directo y los sintonizadores de TV. Mientras que otros servidores de medios tienen límite en el número de canales (por ejemplo, 480 para Plex), Jellyfin no tiene tal límite.
La versión 10.6.0 del software del servidor introdujo una función conocida como «SyncPlay», la cual permite a varios usuarios consumir contenidos multimedia de forma sincronizada. También agregó soporte para leer libros electrónicos en formato epub. Además, en esta versión se introdujeron múltiples repositorios de plugins. Desde esta actualización, cualquiera puede crear plugins no oficiales para Jellyfin sin tener que esperar a que se añadan al repositorio oficial. Por último, el front-end web se dividió en un sistema separado en previsión del paso a un back-end SQL y la función de High Availability (alta disponibilidad) con múltiples servidores.

## Desarrollo
El proyecto comenzó el 8 de diciembre de 2018, cuando los cofundadores Andrew Rabert y Joshua Boniface, entre otros usuarios, acordaron bifurcar Emby como una reacción directa al cierre del desarrollo de código abierto en ese proyecto. El nombre de Jellyfin fue concebido por Rabert al día siguiente, como una referencia al streaming. El lanzamiento inicial estuvo disponible el 30 de diciembre de 2018. 

### Historia de versión
El sistema de numeración de versiones de Jellyfin empezó con la versión 10.0.0 en enero de 2019.
| Versión importante | Fecha de liberación     | Notas |
| ------------------ | ----------------------- | --- |
| 10.9.0             | 11 de mayo de 2024      | Se añade codificación AV1 por hardware y software                                                                      |
| 10.8.0             | 11 de junio de 2022     | |
| 10.7.0             | 8 de marzo de 2021      | |
| 10.6.0             | 19 de julio de 2020     | Introducción de SyncPlay, soporte para libros electrónicos en formato epub                                             |
| 10.5.0             | 8 de marzo de 2020      | Soporte de codificación y descodificación mediante aceleración por hardware añadido para los dispositivos Raspberry Pi |
| 10.4.0             | 6 de octubre de 2019    | |
| 10.3.0             | 19 de abril de 2019     | |
| 10.2.0             | 16 de febrero de 2019   | |
| 10.1.0             | 25 de enero de 2019     | |
| 10.0.0             | 7 de enero de 2019      | |
| 3.5.2-5            | 30 de diciembre de 2018 | Única versión que comparte numeración con Emby, de cuyo código surge Jellyfin                                          |